# Hillsboro (Dakota del Norte)
Hillsboro es una ciudad ubicada en el condado de Traill en el estado estadounidense de Dakota del Norte. En el censo de 2010 tenía una población de 1603 habitantes y una densidad poblacional de 565,74 personas por km².

## Geografía
Hillsboro se encuentra ubicada en las coordenadas 47°24′11″N 97°3′48″O / 47.40306, -97.06333. Según la Oficina del Censo de los Estados Unidos, Hillsboro tiene una superficie total de 2.83 km², de la cual 2.83 km² corresponden a tierra firme y (0%) 0 km² es agua.

## Demografía
Según el censo de 2010, había 1603 personas residiendo en Hillsboro. La densidad de población era de 565,74 hab./km². De los 1603 habitantes, Hillsboro estaba compuesto por el 93.89% blancos, el 0.12% eran afroamericanos, el 1.5% eran amerindios, el 0.56% eran asiáticos, el 0% eran isleños del Pacífico, el 2.99% eran de otras razas y el 0.94% pertenecían a dos o más razas. Del total de la población el 5.49% eran hispanos o latinos de cualquier raza.